# 大地 (馬)
大地（德語：Lando），是西德出生的德國純種競賽馬匹。生涯稱霸於中距離賽事，曾勝出德國打吡、意大利賽馬會金盃、米蘭大賽、德國銀行大賽及日本盃，更於巴登大賽達成連霸。

## 出賽前
1990年1月23日出生於西德北萊茵-西法倫州韋爾訥Itllingen牧場，所有權歸於牧場旗下。
其後交由德國練馬師殷達時訓練。

## 競賽生涯

### 2歲
1992年8月22日出戰科隆馬場未勝利戰，於其中以短頭位敗於Drakkar Noir取得第二。
其後越級出戰表列賽青年錦標，成功以優秀的表現取得首勝。
10月18日出戰表列賽冬季熱門錦標，再度爆發優秀速度下奪魁。

### 3歲
1993年4月以鮑殊紀念錦標作爲年度首戰，然而於其中僅獲得第五，其後出戰德國二千堅尼及高賓軒錦標亦以第六及第七大敗。
休整過後於7月出戰德國打吡，由於其在此次三連敗而於賽前僅獲得第十二人氣。比賽開始後，其採取較爲穩定的戰略於中團位置推進，進入直路後瞬間加速衝出，最終成功超越前方所有賽駒下率先衝線，以爆冷姿態奪得首個一級賽冠軍，亦達成祖孫三代制霸。
8月出戰歐洲冠軍賽，雖然於比賽途中保持不俗的走勢，可惜於直路敗於Kornado，以1馬位差距落敗。
其後出戰巴登大賽，面對法國打吡和威爾斯親王錦標冠軍Sapience、蘭秀錦標冠軍Ruby Tiger、達德素金盃冠軍George Augustus及上年度德國馬王百天麗，其仍然可以於比賽途中以優秀的反應力壓一衆對手，最終以頸位戰勝百天麗奪得第二項一級賽冠軍。

### 4歲
1994年上半年進行充足的休養過後於6月出戰巴登經濟錦標，但受到大爛地影響下未能發揮原本的速度，最終以尾二第七落敗。
其後出戰二級賽漢沙錦標作爲調整，於其中以輕鬆的姿態戰勝所有賽駒，最終以1/2馬位優勢奪冠。
進入夏季其接連出戰一級賽德國銀行大賽及艾魯盃，然而未能發揮全力之下最終僅跑獲第四及第五。
9月4日出戰巴登大賽，於比賽途中保持良好的節奏追走，進入直路後成功加速並取得主導權，最終以拉開第二名季候風2馬位的優勢連霸此項賽。
其後陣營安排其前往法國出戰凱旋門大賽，但受到黏地至軟地的影響下再度未能進入全速狀態，1最終以第八落敗。
完成凱旋門大賽後並未返回德國，意思前往意大利出戰意大利賽馬會金盃，於賽事途中其成功壓制一種主隊馬率先透出，以6馬位的巨大優勢贏得冠軍。

### 5歲
1995年5月出戰年度首戰巴登經濟錦標，但未能保持良好走勢下最終僅跑獲季軍。
6月再度前往意大利作賽，出戰一級賽米蘭大賽並順利取得勝利。
其後返回德國出戰德國銀行大賽取得勝利後，卻於劍指三連霸的巴登大賽折戟，最終僅獲得第七。
10月前往法國出戰凱旋門大賽，雖然本次比賽未受到大爛地的影響成功加速，但仍然不敵其他對手以第四完賽。
10月末陣營安排其遠征美國出戰育馬者盃草地大賽，但未能適應當地草地下完全無法衝出，最終沉沒於馬群之中下以尾二第十二大敗。
其後被轉移至日本出賽，將以11月26日的日本盃作爲目標。比賽開始後，其無視前方第四人氣大樹狂風及第三人氣沙坑於前方的領放，選擇和第一人氣的成田拜仁一同於中團位置展開推進，而第二人氣菱亞馬遜則於後方位置追走。進入直路後，其於中檔位置展開加速強集，轟出後600米34.8秒的末腳速度下成功突破，其後亦可順利抵擋菱亞馬遜的追擊保持優勢，最終拉開對手1 1/2馬位奪冠。
回國後，陣營考慮其目前榮譽年齡等因素，決定安排其退役。

### 詳細賽績
| 日期       | 舉辦國家 | 馬場       | 距離   | 級別 | 賽事名稱         | 負重 | 騎師            | 馬號     | 出馬 | 名次 | 時間     | 頭馬（二馬）      |
| ---------- | -------- | ---------- | ------ | ---- | ---------------- | ---- | --------------- | -------- | ---- | ---- | -------- | ----------------- |
| 22/8/1992  | 德國     | 科隆       | 草1400 |      | 未勝利           | 56   | Andrzej Tylicki | 紀錄缺失 | 8    | 2    | 紀錄缺失 | Drakkar Noir      |
| 20/9/1992  | 德國     | 杜賽爾多夫 | 草1600 | L    | 青年錦標         | 54   | Andrzej Tylicki | 紀錄缺失 | 6    | 1    | 1:40.6   | （Nasr Allah）    |
| 18/10/1992 | 德國     | 科隆       | 草1600 | L    | 冬季熱門錦標     | 58   | Andrzej Tylicki | 紀錄缺失 | 7    | 1    | 1:40.4   | （Kornado）       |
| 18/4/1993  | 德國     | 克雷菲爾德 | 草1700 | L    | 鮑殊紀念錦標     | 57   | Andrzej Tylicki | 紀錄缺失 | 6    | 5    | 紀錄缺失 | Kornado           |
| 9/5/1993   | 德國     | 科隆       | 草1600 | GII  | 德國二千堅尼     | 58   | Andrzej Tylicki | 紀錄缺失 | 14   | 6    | 紀錄缺失 | Kornado           |
| 13/6/1993  | 德國     | 科隆       | 草2200 | GI   | 高賓軒錦標       | 58   | Andrzej Tylicki | 紀錄缺失 | 9    | 7    | 紀錄缺失 | Kornado           |
| 4/7/1993   | 德國     | 漢堡       | 草2400 | GI   | 德國打吡         | 58   | Andrzej Tylicki | 紀錄缺失 | 19   | 1    | 2:26.6   | （季候風）        |
| 15/8/1993  | 德國     | 霍珀加滕   | 草2400 | GIII | 歐洲冠軍賽       | 58   | Andrzej Tylicki | 紀錄缺失 | 6    | 2    | 紀錄缺失 | Kornado           |
| 5/9/1993   | 德國     | 巴登巴登   | 草2400 | GI   | 巴登大賽         | 55   | Andrzej Tylicki | 紀錄缺失 | 7    | 1    | 2:28.2   | （百天麗）        |
| 5/6/1994   | 德國     | 巴登巴登   | 草2200 | GII  | 巴登經濟錦標     | 60   | Andrzej Tylicki | 紀錄缺失 | 8    | 7    | 紀錄缺失 | Kornado           |
| 26/6/1994  | 德國     | 漢堡       | 草2200 | GII  | 漢沙錦標         | 61   | 薛根            | 紀錄缺失 | 8    | 1    | 2:14.4   | （ Sternkoenig ） |
| 24/7/1994  | 德國     | 杜賽爾多夫 | 草2400 | GI   | 德國銀行大賽     | 60.5 | 薛根            | 紀錄缺失 | 9    | 4    | 紀錄缺失 | Sternkoenig       |
| 7/8/1994   | 德國     | 蓋森基興   | 草2400 | GI   | 艾魯盃           | 60   | 薛根            | 紀錄缺失 | 6    | 5    | 紀錄缺失 | River North       |
| 4/9/1994   | 德國     | 巴登巴登   | 草2400 | GI   | 巴登大賽         | 60   | 薛根            | 紀錄缺失 | 7    | 1    | 2:27.33  | （季候風）        |
| 2/10/1994  | 法國     | 隆尚       | 草2400 | GI   | 凱旋門大賽       | 59   | 羅拔時          | 紀錄缺失 | 20   | 8    | 紀錄缺失 | 嘉年傑            |
| 16/10/1994 | 意大利   | 聖錫羅     | 草2400 | GI   | 意大利賽馬會金盃 | 58.5 | 羅拔時          | 紀錄缺失 | 7    | 1    | 2:28.1   | （Suave Tern）    |
| 28/5/1995  | 德國     | 巴登巴登   | 草2200 | GII  | 巴登經濟錦標     | 60   | Andrzej Tylicki | 紀錄缺失 | 9    | 3    | 紀錄缺失 | Freedom Cry       |
| 18/6/1995  | 意大利   | 聖錫羅     | 草2400 | GI   | 米蘭大賽         | 60   | 羅拔時          | 紀錄缺失 | 7    | 1    | 2:24.8   | （Broadway Flye） |
| 23/7/1995  | 德國     | 杜賽爾多夫 | 草2400 | GI   | 德國銀行大賽     | 60.5 | 薛根            | 紀錄缺失 | 8    | 1    | 2:26.6   | （Laroche）       |
| 3/9/1995   | 德國     | 巴登巴登   | 草2400 | GI   | 巴登大賽         | 60   | 薛根            | 紀錄缺失 | 10   | 7    | 紀錄缺失 | Germany           |
| 1/10/1995  | 德國     | 隆尚       | 草2400 | GI   | 凱旋門大賽       | 59.5 | 羅拔時          | 紀錄缺失 | 16   | 4    | 紀錄缺失 | 臨泰來            |
| 28/10/1995 | 美國     | 貝蒙園     | 草2400 | GI   | 育馬者盃草地大賽 | 57   | 羅拔時          | 紀錄缺失 | 13   | 12   | 紀錄缺失 | Northern Spur     |
| 26/11/1995 |          | 東京       | 草2400 | GI   | 日本盃           | 57   | 羅拔時          | 4        | 14   | 1    | 2:24.6   | （菱亞馬遜）      |

## 退役後
退役後，大地成爲了配種馬，於德國北萊茵-西法倫州韋爾訥Ittlingen牧場休養，在1996年進行配種，首批子嗣於1997年出生。首批子嗣可於1999年出賽。2001年5月13日，寶伶俐於共和國總統大賽取勝，成爲首匹勝出分級賽及一級賽的大地子嗣。
2005年其被轉移至法國諾曼第大區卡爾瓦多斯省埃特雷昂d'Etreham牧場，於當地繼續進行配種。
2011年重返德國，繼續在Ittlingen牧場進行配種。
2013年因腹絞痛進行手術，縱然手術非常成功，但其於恢復途中嘗試站立時發生骨折，最終於8月20日被處而安樂死，享年23歲。

### 主要子嗣

#### 一級賽優勝子嗣
粗體字為一級賽
1997年生
- 寶伶俐（ 共和國總統大賽、 米蘭大賽、 杜拜免稅店盃）

1999年生
- 易博來（ 平治大賽、 新加坡航空國際盃、 不來梅經濟錦標）

2001年生
- Intendant（ 巴伐利亞大賽）

2002年生
- 金百達（ 愛麗絲盃、 德國銀行大賽、 歐洲大賽）
- Donaldson（ 德國銀行大賽）

2003年生
- 花太子（ 麥茨樂銀行春季錦標、 巴登大賽）

2007年生
- Scalo（ 麥茨樂銀行春季錦標、 巴伐利亞經典賽、 奧南奴錦標、 歐洲大賽、 格陵錦標）

#### 分級賽優勝子嗣
2000年生
- 登陸（ 平治大賽、 兩次多拉爾錦標、 兩次維希大賽、 傑貝哈特錦標）

2003年生
- Ivory Land（ 希度華大賽、 韋傑亞女子爵錦標、 戰士錦標）

2006年生
- 蘋果酒（ 橡樹大賽、 傑時錦標）
- 灑旺地（ 鮑華錦標）

2007年生
- Val Mondo（ 德國聖烈治大賽）

2013年生
- 音響檢查（ 奧連達大賽、 沙丘園經典賽）

## 血統簡介
父系Acatenango爲西德賽駒，生涯戰績優秀，曾勝出德國打吡、艾魯盃、聖格盧大賽、德國銀行大賽及巴登大賽等賽事。祖父Surumu亦爲西德賽駒，生涯戰績優秀，曾勝出德國打吡及高賓軒錦標。
母系Laurea爲愛爾蘭生產的英國賽駒，生涯出戰四場賽事全敗。外祖父Sharpman爲愛爾蘭生產的法國賽駒，生涯雖然僅勝出三場賽事，但曾於法國二千堅尼及雷鵬錦標跑獲亞軍，亦於法國打吡取得季軍。

## 血統表
| 父線：Alchimist系（Dark Ronald系）    |                          |                |                                |
| 種馬 Acatenango 1982年（栗色）        | Surumu 1974年（栗色）    | Literat        | Birkhahn                       |
| 種馬 Acatenango 1982年（栗色）        | Surumu 1974年（栗色）    | Literat        | Lis                            |
| 種馬 Acatenango 1982年（栗色）        | Surumu 1974年（栗色）    | Surama         | Reliance                       |
| 種馬 Acatenango 1982年（栗色）        | Surumu 1974年（栗色）    | Surama         | Sunsourt                       |
| 種馬 Acatenango 1982年（栗色）        | Aggravate 1966年（棗色） | Aggerssor      | Combat                         |
| 種馬 Acatenango 1982年（栗色）        | Aggravate 1966年（棗色） | Aggerssor      | Phaetonia                      |
| 種馬 Acatenango 1982年（栗色）        | Aggravate 1966年（棗色） | Raven Locks    | Mr Jinks                       |
| 種馬 Acatenango 1982年（栗色）        | Aggravate 1966年（棗色） | Raven Locks    | Gentleme's Relish              |
| 繁殖雌馬 Laurea 1983年（助於色）      | Shapman 1976年（棗色）   | Sharpen Up     | Template:Country data ISA Atan |
| 繁殖雌馬 Laurea 1983年（助於色）      | Shapman 1976年（棗色）   | Sharpen Up     | Rocchetta                      |
| 繁殖雌馬 Laurea 1983年（助於色）      | Shapman 1976年（棗色）   | Miss Manon     | Bon Mot                        |
| 繁殖雌馬 Laurea 1983年（助於色）      | Shapman 1976年（棗色）   | Miss Manon     | Miss Molly                     |
| 繁殖雌馬 Laurea 1983年（助於色）      | Licata 1973年（棗色）    | Dschingis Khan | Tamerlane                      |
| 繁殖雌馬 Laurea 1983年（助於色）      | Licata 1973年（棗色）    | Dschingis Khan | Donna Diana                    |
| 繁殖雌馬 Laurea 1983年（助於色）      | Licata 1973年（棗色）    | Liberty        | Birkhahn                       |
| 繁殖雌馬 Laurea 1983年（助於色）      | Licata 1973年（棗色）    | Liberty        | Lis                            |
| 雌系：號族：7-b                       |                          |                |                                |
| 五代內近親交配：Literat + Liberty 3×3 |                          |                |                                |

## 命名由來
名字Lando於德語中，意思即是「大地」。

## 外部連結
- 大地 racingpost.com （页面存档备份，存于）
- 大地 netkeiba.com （页面存档备份，存于）
- 血統表 （页面存档备份，存于）